# Wilhelm (Nassau-Weilburg)
Wilhelm von Nassau-Weilburg (* 25. August 1570; † 19. November 1597 in Burgschwalbach) gilt als der Stammvater einer „Mittleren Linie“ des Hauses Nassau-Weilburg. Er erhielt nach dem Tod des Vaters den Besitz Weilburg. In geschichtlichen Werken ist seine Stellung umstritten.

## Leben
Er war das 7. Kind seiner Eltern Graf Albrecht von Nassau-Weilburg-Ottweiler und dessen Frau Anna von Nassau-Dillenburg. Nach dem Tod des Vaters am 11. November 1593 trafen die drei Söhne Ludwig, Wilhelm und Johann Casimir eine Vereinbarung (Mutscharung), wonach Ludwig II. die Grafschaft Ottweiler, Wilhelm Weilburg und Burg Schwalbach und Johann Casimir Gleiberg erhielten. Wilhelms Residenz Weilburg war erst wenige Jahre zuvor fertiggestellt worden, so dass das Schloss seinerzeit eines der modernsten innerhalb der walramischen Linie war.
Graf Philipp III. von Nassau-Saarbrücken schloss mit seinen Neffen, da er selber keine männlichen Nachkommen hatte, am 12. August 1594 einen Erbvertrag. Die drei jungen Grafen sollten nach seinem Ableben alle Ländereien unter sich aufteilen. Seine Tochter Anna Amalie, die mit Graf Georg von Nassau-Dillenburg verheiratet war, sollte eine Summe von 20.000 Gulden die ihr laut Vertrag vom 13. März 1574 zustanden, sowie weitere 20.000 Gulden als Entgelt für Früchte, Wein, Tuchwerk, Küchen- u. Hausgeschirr erhalten.
Nach Wilhelms frühen Tod fiel seine Hinterlassenschaft an seine überlebenden Brüder Ludwig II. und Johann Casimir.

## Familie
Wilhelm heiratete am 29. Januar 1596 in Birstein Gräfin Erika von Isenburg-Birstein. Der Ehevertrag war unter der Vermittlung von Graf Philipp III. von Nassau-Saarbrücken und Graf Johann Albrecht von Solms ausgehandelt worden. Die Braut erhielt eine Mitgift in Höhe von 3.000 Gulden und eine sogenannte Morgengabe in Höhe von 1000 Gulden. Das Paar hatte folgende Kinder:
- Anna (geboren am 6. Januar 1597), 1628 verheiratet mit Graf Friedrich von Leiningen-Dagsburg
- Elisabeth Juliane (geboren nach dem Tod Wilhelms am 17. März 1598), 1627 verheiratet mit Graf Ludwig Casimir zu Sayn-Wittgenstein-Berleburg